# Pouvoir intime
Pour plus de détails, voir Fiche technique et Distribution.
Pouvoir intime est un film québécois réalisé par Yves Simoneau, sorti en 1986.
Ce film est l’adaptation cinématographique du roman Pas de mentalité (The World in my Pocket) de James Hadley Chase. La version anglaise du film s'intitule Intimate Power, mais le film, distribué sous le titre de Blind Trust, a connu une sortie en format VHS aux États-Unis. Il existe une version doublée en anglais ainsi qu'une version française avec sous-titres en anglais.

## Synopsis
À l’initiative d’un récidiviste dans la cinquantaine, quatre bandits planifient de s’emparer d’un camion blindé. Le vol, bien ficelé, se concrétise parfaitement jusqu’à ce qu’un gardien à l’intérieur du fourgon refuse d’en sortir, convaincu qu’on va le tuer. Les complices commencent par essayer de l’affamer, puis doivent tirer d’ingénieux plans pour l’en faire sortir. 
Dans la tension et l’attente interminable, pour chacun le temps et la réalité deviennent flous, en le poussant jusqu’à la limite de son pouvoir intime. C’est cependant une autre forme précise de pouvoir qui dénouera la situation. 

## Particularité du film
Ce film combinant suspense policier et drame psychologique serait le premier véritable thriller québécois.

## Fiche technique
- Titre original : Pouvoir intime
- Titres anglais : Intimate Power et Blind Trust
- Réalisation : Yves Simoneau
- Scénario : Pierre Curzi et Yves Simoneau, d'après le roman Pas de mentalité (The World in my Pocket) de James Hadley Chase
- Production : Claude Bonin et Roger Frappier
- Cinématographie : Guy Dufaux
- Montage : André Corriveau
- Musique : Richard Grégoire
- Direction artistique : Michel Proulx
- Costumes : Louise Jobin
- Durée : 84 minutes
- Date de sortie : 
  -  Canada ( Québec) : 5 mars 1986
  -  Allemagne de l'Ouest : 16 juillet 1987
  -  États-Unis : 7 novembre 1987

## Distribution
- Marie Tifo : Roxane
- Pierre Curzi : Gildor
- Jacques Godin : Théo
- Robert Gravel : Martial
- Jean-Louis Millette : Meurseault
- Yvan Ponton : H.B.
- Éric Brisebois : Robin
- Jacques Lussier : Janvier
- Richard Perron : Thomas
- Yves Desgagnés : Paul
- Bob Walsh : Chanteur à la station de train
- Pierrette Robitaille : Touriste
- Francine Ruel : Touriste
- Réjean Gauvin : Gardien du camion blindé
- Pierre Brisset Des Nos : Gardien du camion blindé
- Richard Blairmet : Serveur
- Jean-Raymond Châles : Serveur
- Michel Hinton : Poursuivant
- André Mélançon : Poursuivant
- Bob Pressner : Gérant de salle de billard
- Louis Maufette : Jeune de la salle de billard
- Jean-François Leblanc : Jeune de la salle de billard
- Lucien Francoeur : Jeune de la salle de billard
- Régis Gauthier : Ouvrier
- René Caron : Ouvrier

## Récompenses et distinctions
Récompenses
Nominations
- 1987 : Prix Génie de la meilleure direction artistique à Michel Proulx
- 1987 : Prix Génie du meilleur dessin de costumes à Louise Jobin
- 1987 : Prix Génie de la meilleure réalisation à Yves Simoneau
- 1987 : Prix Génie du meilleur montage à André Corriveau
- 1987 : Prix Génie du meilleur film à Claude Bonin
- 1987 : Prix Génie du meilleur scénario à Yves Simoneau et Pierre Curzi
- 1987 : Prix Génie du meilleur acteur dans un rôle de soutien à Robert Gravel
- 1987 : Prix Génie de la meilleure actrice dans un rôle de principal à Marie Tifo
- 1987 : Prix Génie du meilleur son à Andy Malcolm, Paul Dion et Jules Le Noir